# Беллон, Брюно
Брюно́ Белло́н, Бруно Беллон (фр. Bruno Bellone; 14 марта 1962, Тулон, Франция) — французский футболист, чемпион Европы—1984. Выступал на позиции нападающего.

## Биография

### Клубная карьера
Брюно Беллон большую часть карьеры игрока (с 1980 по 1987 годы) выступал за клуб «Монако», с которым становился чемпионом, обладателем кубка и суперкубка Франции. После ухода из «Монако» в 1987 году провёл 2 сезона в «Канне» и один — в «Монпелье». В течение игровой карьеры Беллон получил множество травм, одной из причин которых была привычка футболиста выходить на поле без щитков. В 1990 году Брюно Беллон получил тяжёлую травму, из-за которой был вынужден завершить карьеру футболиста.

### Международная карьера
Брюно Беллон дебютировал в сборной Франции 14 октября 1981 года в отборочном матче к чемпионату мира 1982 против сборной Ирландии. В том же матче Беллон забил и первый гол за национальную команду.. В составе сборной Брюно Беллон принимал участие в чемпионатах мира 1982 (1 матч) и 1986 (4 матча), а также в победном для Франции чемпионате Европы—1984 (3 матча и гол в финале в ворота сборной Испании). В последний раз Беллон выступал за национальную команду 5 февраля 1988 года в товарищеском матче со сборной Марокко.

### После ухода из футбола
Получив травму, Брюно Беллон полтора года передвигался на костылях. Пытался получить деньги от страховой компании как лицо, ставшее нетрудоспособным вследствие производственной травмы, но это ему не удалось из-за неправильно оформленного страхового контракта.
22 февраля 1999 года в Каннах состоялся прощальный матч Брюно Беллона, в котором приняли участие Эрик Кантона, Жан-Пьер Папен, Зинедин Зидан, Фабьен Бартез и другие известные французские футболисты. Матч посетили 11 тысяч человек, а средства, вырученные от продажи билетов, были переданы Беллону.

## Статистика
| №  | Дата             | Соперник          | Счёт | Голы Беллона | Турнир            |
| 1  | 14 октября 1981  | Ирландия          | 2:3  | 1            | ОЧМ—1982          |
| 2  | 5 декабря 1981   | Кипр              | 4:0  | -            | ОЧМ—1982          |
| 3  | 24 марта 1982    | Северная Ирландия | 4:0  | -            | Товарищеский матч |
| 4  | 28 апреля 1982   | Перу              | 0:1  | -            | Товарищеский матч |
| 5  | 14 мая 1982      | Болгария          | 0:0  | -            | Товарищеский матч |
| 6  | 2 июня 1982      | Уэльс             | 0:1  | -            | Товарищеский матч |
| 7  | 10 июля 1982     | Польша            | 2:3  | -            | ЧМ—1982           |
| 8  | 23 апреля 1983   | Югославия         | 4:0  | -            | Товарищеский матч |
| 9  | 5 октября 1983   | Испания           | 1:1  | -            | Товарищеский матч |
| 10 | 12 ноября 1983   | Югославия         | 0:0  | -            | Товарищеский матч |
| 11 | 29 февраля 1984  | Англия            | 2:0  | -            | Товарищеский матч |
| 12 | 28 марта 1984    | Австрия           | 1:0  | -            | Товарищеский матч |
| 13 | 18 апреля 1984   | ФРГ               | 1:0  | -            | Товарищеский матч |
| 14 | 1 июня 1984      | Шотландия         | 2:0  | -            | Товарищеский матч |
| 15 | 12 июня 1984     | Дания             | 1:0  | -            | ЧЕ—1984           |
| 16 | 23 июня 1984     | Португалия        | 3:2  | -            | ЧЕ—1984           |
| 17 | 27 июня 1984     | Испания           | 2:0  | 1            | ЧЕ—1984           |
| 18 | 21 ноября 1984   | Болгария          | 1:0  | -            | ОЧМ—1986          |
| 19 | 8 декабря 1984   | ГДР               | 2:0  | -            | ОЧМ—1986          |
| 20 | 3 апреля 1985    | Югославия         | 0:0  | -            | ОЧМ—1986          |
| 21 | 2 мая 1985       | Болгария          | 0:2  | -            | ОЧМ—1986          |
| 22 | 11 сентября 1985 | ГДР               | 0:2  | -            | ОЧМ—1986          |
| 23 | 30 октября 1985  | Люксембург        | 6:0  | -            | ОЧМ—1986          |
| 24 | 26 марта 1986    | Аргентина         | 2:0  | -            | Товарищеский матч |
| 25 | 5 июня 1986      | СССР              | 1:1  | -            | ЧМ—1986           |
| 26 | 21 июня 1986     | Бразилия          | 1:1  | -            | ЧМ—1986           |
| 27 | 25 июня 1986     | ФРГ               | 0:2  | -            | ЧМ—1986           |
| 28 | 28 июня 1986     | Бельгия           | 4:2  | -            | ЧМ—1986           |
| 29 | 19 августа 1986  | Швейцария         | 0:2  | -            | Товарищеский матч |
| 30 | 11 октября 1986  | СССР              | 0:2  | -            | ОЧЕ—1988          |
| 31 | 19 ноября 1986   | ГДР               | 0:0  | -            | ОЧЕ—1988          |
| 32 | 18 ноября 1987   | ГДР               | 0:1  | -            | ОЧЕ—1988          |
| 33 | 27 января 1988   | Израиль           | 1:1  | -            | Товарищеский матч |
| 34 | 5 февраля 1988   | Марокко           | 2:1  | -            | Товарищеский матч |

Итого: 34 матча / 2 гола; 16 побед, 8 ничьих, 10 поражений.

## Достижения
- Чемпион Европы (1): 1984
- Бронзовый призёр чемпионата мира (1): 1986
- Чемпион Франции (1): 1981/1982
- Обладатель кубка Франции (1): 1984/1985
- Обладатель суперкубка Франции (1): 1985
- Вице-чемпион Франции (1): 1983/1984
- Финалист кубка Франции (1): 1983/1984